# 張如氏靜
張如氏靜（越南语：／；1889年4月7日—1968年6月20日）是越南阮朝啟定帝的妃嬪。
成泰元年三月初八日（1889年4月7日），張如氏靜出生在承天府豐田縣賢良總賢良社（今屬承天順化省豐田縣豐賢社賢良村），父親是輔政大臣張如岡。成泰十六年（1904年），嫁給啟定帝阮福寶嶹作府妾。
維新七年（1913年），張如氏靜提出出家的要求。
維新十年（1916年），張如氏靜在承天府香水縣清水社花嚴寺出家，法號淡清（Đạm Thanh），別號雪顏（Tuyết Nhan）。四月，維新帝被廢，啟定帝即位，派人冊封張如氏靜為皇貴妃，並迎請其回皇宮，但遭到了張如氏靜的拒絕。
1968年6月20日（舊曆五月二十五日），張如氏靜去世。
張如氏靜是越南歷史上最後一位皇貴妃，也是東亞最後一位被冊封皇貴妃者。